# كأس الخليج القدامى 1
كأس الخليج العربي للاعبين القدامى 2025 هي النسخة الأولى من بطولة كأس الخليج للاعبين القدامى، وقد أقيمت في دولة الكويت. وقد شارك في هذه البطولة ثمانية فرق، وهم : البحرين، قطر، السعودية، الكويت، العراق، عمان، الإمارات، اليمن، وقد بدأت أولى مباريات البطولة في تاريخ 22 فبراير 2025 بين الفريقين العراقي واليمني، وأختتمت الدورة في المباراة التي جمعت بين العراق وعمان في تاريخ 26 فبراير 2025، وقد أقيمت جميع المباريات في استاد جابر المبارك فاز في هذه البطولة المنتخب العراقي بعد تغلبه في المباراة النهائية على المنتخب العماني بركلات الترجيح بعد انتهاء الوقت الاصلي من المباراة بالتعادل السلبي. وحصل على جائزة هداف البطولة اللاعب العماني اسماعيل العجمي برصيد هدفين. وحصل على جائزة أفضل لاعب في البطولة اللاعب العراقي كرار جاسم. وحصل على جائزة أفضل حارس مرمى الحارس العراقي نور صبري.